# Charles Drayton

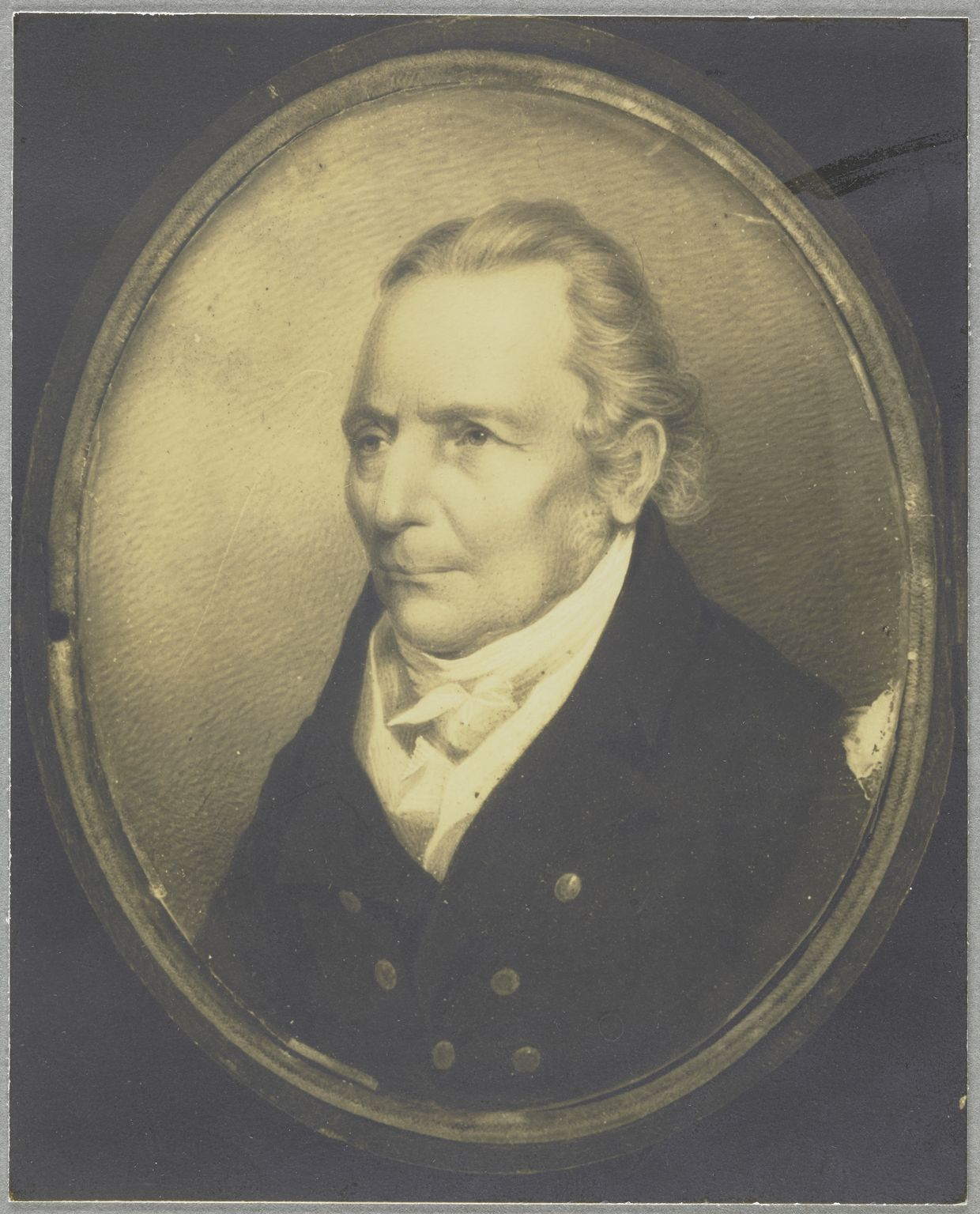
Charles Drayton, Gemälde von Charles Fraser, 1802

Charles Drayton (* 23. Dezember 1743 auf der Plantage Drayton Hall bei Charleston, Province of South Carolina; † 11. August 1820 ebenda) war ein amerikanischer Siedler in den Dreizehn Kolonien.

## Werdegang
Charles Drayton war als Arzt, Plantagenbesitzer, Botaniker und Künstler in Charleston tätig. Nach Ausbruch des Amerikanischen Unabhängigkeitskrieges diente Drayton bis zu Einnahme von Charleston 1780 durch die britischen Truppen in der Kontinentalarmee. Er bekleidete den Dienstgrad eines Captains in einem Freiwilligenregiment. Darüber hinaus versorgte er die Truppen mit Proviant. Obwohl anfänglich ein Patriot wurde er im Verlauf der Besatzung von Charleston neutral. Einige seiner Freunde waren der Auffassung, dass er ein Loyalist sei, allerdings erhob keiner von ihnen eine Anklage gegen ihn. Nach Kriegsende wählte man ihn zum Vizegouverneur von South Carolina, eine Stellung, die er vom 11. Februar 1785 bis zum 20. Februar 1787 innehatte. Im folgenden Jahr vertrat er St. Andrews Parish als Delegierter beim Verfassungskonvent von South Carolina, wo die Verfassung am 23. Mai 1788 ratifiziert wurde. Darüber hinaus war er zwischen 1787 und 1796 sowie zwischen 1797 und 1800 in der South Carolina General Assembly tätig. In dieser Zeit war er Mitglied im Repräsentantenhaus und Senat von South Carolina. Ferner erwarb er in der Nachkriegszeit von seiner Stiefmutter Rebecca Perry, der vierten Ehefrau seines Vaters John Drayton, die Familienplantage Drayton Hall.

## Familie
Charles Drayton war der Sohn von Charlotta Bull und John Drayton. Er heiratete am 24. Februar 1773 Hester Middleton (1754–1789), Tochter von Mary Baker Williams und Henry Middleton. Das Paar hatte sieben gemeinsame Kinder:
- Henry Drayton (* 1774)
- Caroline Drayton (* 1779)
- Charlotte Drayton (* 13. April 1781 auf The Oaks Plantation bei Goose Creek, South Carolina; † 5. Februar 1855 in Charleston, South Carolina)
- Henrietta Augusta Drayton (* 14. August 1783)
- Maria Henrietta Drayton (* 3. November 1783; † 1862)
- Dr. Charles Drayton (* 5. Dezember 1785; † 1844)
- Henry Drayton (* 1789)